# 永安坝街道
永安坝街道，是中华人民共和国新疆维吾尔自治区图木舒克市下辖的一个乡镇级行政单位。

## 行政区划
永安坝街道下辖以下地区：
永安坝社区、达坂山社区、建安社区和杏花社区。